# Corcondray

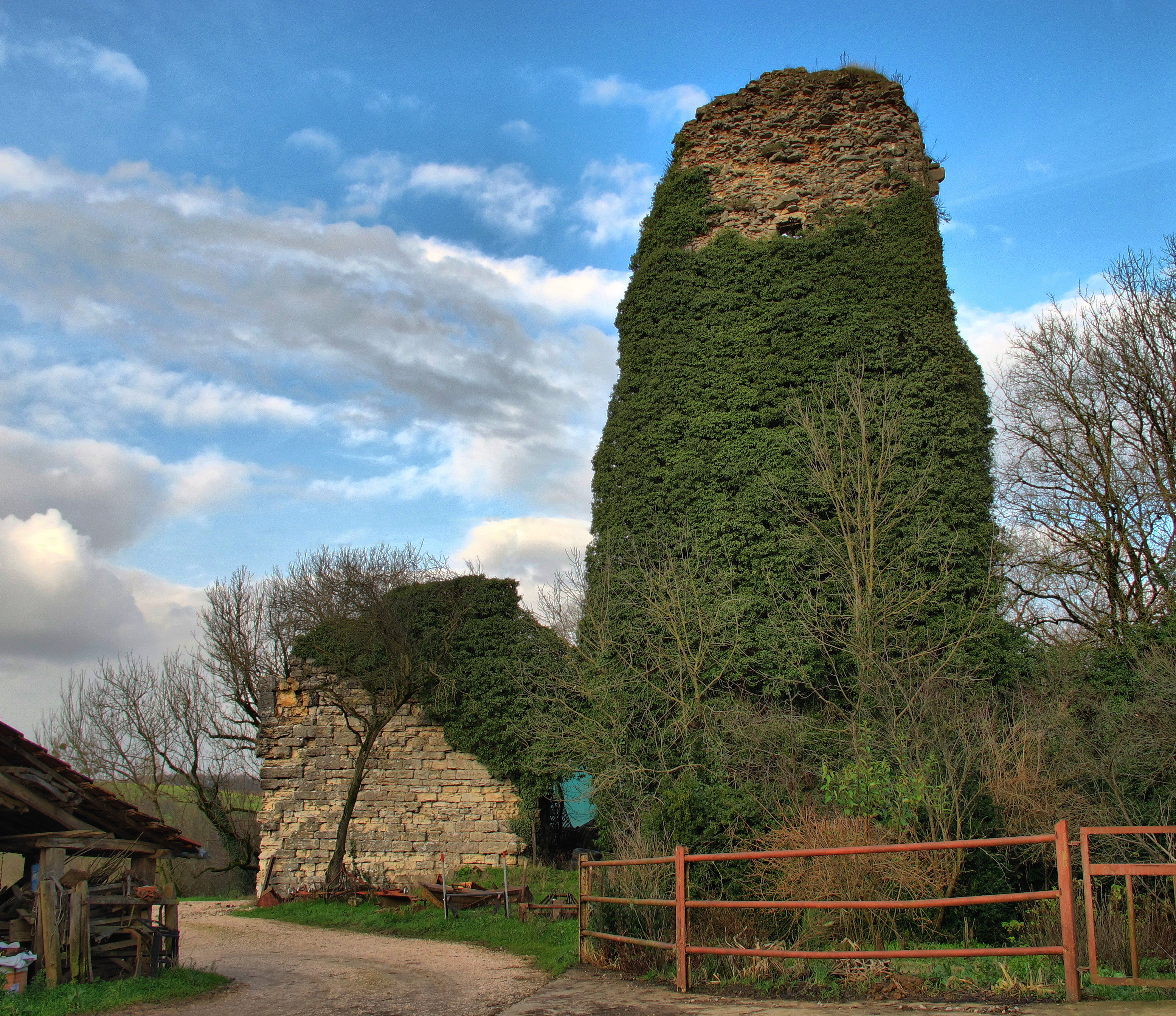
Ruïne van kasteel

Corcondray is een gemeente in het Franse departement Doubs (regio Bourgogne-Franche-Comté) en telt 121 inwoners (2009). De plaats maakt deel uit van het arrondissement Besançon.

## Geografie
De oppervlakte van Corcondray bedraagt 5,3 km², de bevolkingsdichtheid is dus 22,8 inwoners per km².

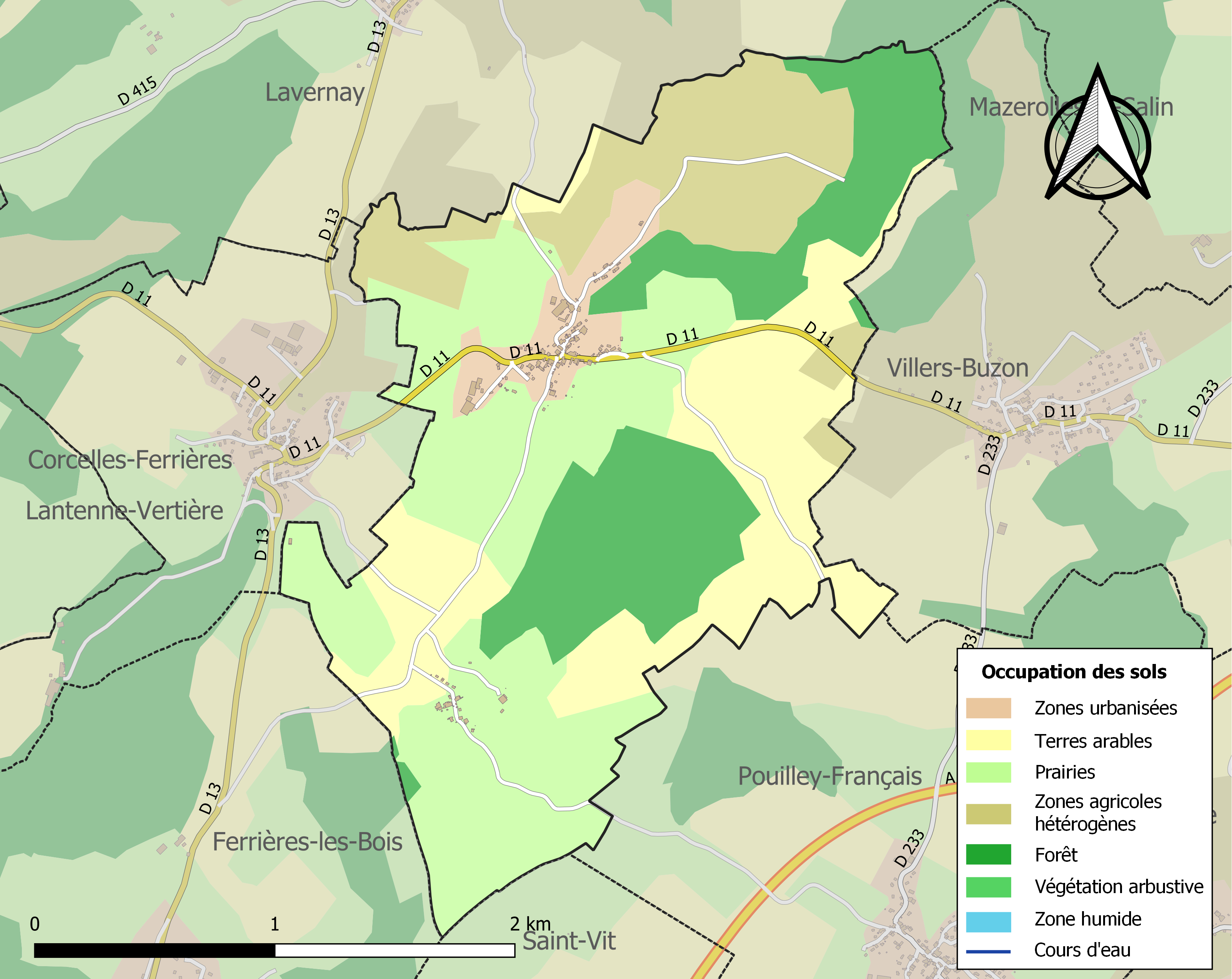
Kaart van de gemeente met de belangrijkste infrastructuur, bodemgebruik en omliggende gemeenten

## Demografie
Onderstaande figuur toont het verloop van het inwonertal (bron: INSEE-tellingen).